# Staustufe Schlüsselburg
Die Staustufe Schlüsselburg ist eine Stauanlage an der Mittelweser mit zugehörigem Wasserkraftwerk und liegt auf dem Gebiet der ostwestfälischen Stadt Petershagen im Kreis Minden-Lübbecke in Nordrhein-Westfalen.

## Geschichte
Die Staustufe Schlüsselburg bei Gewässerkilometer 236,6 wurde in den 1950er Jahren als eine von mehreren Staustufen der Mittelweser gebaut, um einen möglichst gleichbleibenden Wasserstand halten und die Wasserstraße für große Schiffe passierbar zu machen. Das Wehr wurde 1956 errichtet und besteht aus zwei jeweils 40 m breiten Feldern. Die Stauhöhe beträgt 4,50 m. Das Wehr wird vom Wasserstraßen- und Schifffahrtsamt Weser betrieben.

## Kraftwerk
Zugleich wurde ein Laufwasserkraftwerk errichtet, das seit 1956 in Betrieb ist. Das Kraftwerk mit seinen drei Kaplan-Turbinen hat eine Leistung von 5,0 MW und liefert jährlich durchschnittlich 28 GWh elektrischen Strom, was einer durchschnittlichen Leistung von 3,2 MW entspricht. Das Kraftwerk in Schlüsselburg wird von einem zentralen Kontrollraum überwacht, der sich im Pumpspeicherwerk Erzhausen befindet.
Ursprünglich wurde das Wasserkraftwerk von der Firma PreußenElektra betrieben, die später im EON-Konzern aufging. Durch einen Beteiligungstausch mit dem norwegischen Energiekonzern Statkraft ist dieser seit dem 1. Januar 2009 Besitzer und Betreiber des Kraftwerks.